# Chiesa di Santa Maria Maggiore (Francavilla al Mare)
La chiesa di Santa Maria Maggiore è la parrocchia principale di Francavilla al Mare, provincia di Chieti, situata nella città alta, in Largo San Franco.
La chiesa è anche dedicata a San Franco di Catanzaro, di cui si conservano le reliquie. 

## Storia

### Primaria chiesa di San Franco
La chiesa originaria di Francavilla fu edificata intorno al XIII secolo, sopra un tempietto preesistente, dove nel X secolo si fermò il pellegrino basiliano Franco da Catanzaro, uno dei cosiddetti "Sette Fratelli", guidati da San Ilarione e poi da San Nicola Greco, che peregrinarono in Abruzzo tra il chietino e l'aquilano, stabilendosi in eremi e in un monastero al castello di Prata (Casoli). La nuova chiesa dedicata a San Franco taumaturgo fu eretta nel quartiere di Civita, cinto dalle mura, insieme al monastero di San Giovanni, che in seguito fu di San Francesco d'Assisi, di cui oggi rimane parte di un muro con la finestra gotica in via San Francesco, annesso alla Torre Ciarrapico.
Della chiesa di San Franco si hanno testimonianze notarili e papali, fu di proprietà dell'abbazia di San Giovanni in Venere, e dopo la decadenza del monastero di San Francesco, divenne la parrocchia di Francavilla, insieme alla chiesa di San Bernardino, fuori Porta da Ripa, e al convento dei domenicani dedicato alla Madonna delle grazie (attuale ex Palazzo San Domenico). La parrocchia fu bruciata dai Turchi nell'estate 1566 durante un tremendo attacco, e fu ricostruita. È citata per una fiera dedicata alla Madonna nel 1307. Fu citata come possedimento del monastero di Santa Maria Nuova di Lanciano (oggi Santa Giovina), collegata con l'abbazia delle Tremiti. Nel 1488 vi era una cappella per gli albanesi, ampliata nel 1519 e dedicata a Santa Veneranda. Quando i beni di San Giovanni in Venere passarono ai padri Filippini, questi nel 1624 la cedettero a Marsilio Peruzzi, arcivescovo di Chieti. La chiesa nell'estate 1566 fu incendiata dai Turchi che attaccarono Francavilla, ma l'ostensorio di Nicola da Guardiagrele fu preservato. 
Il padre Serafino Razzi domenicano nel 1574 vi fondò la Confraternita del Santissimo Sacramento per i riti della Settimana Santa. Nel 1755 Coi loro fondi, la chiesa fu ampliata nuovamente. Lo storico Teodorico Marino ne tramanda una lapide commemorativa. Nel 1614 la chiesa fu esentata dal controllo di San Giovanni in Venere, divenne arcipretura e nel 1746 insigne Collegiata. 
Nel settembre 1881 fu lievemente danneggiata dal terremoto di Orsogna e il campanile restaurato. I disastrosi combattimenti tra tedeschi e americani nel 1943-44 la rasero al suolo. Fu minata interamente dai nazisti nel dicembre 1943 insieme al resto del centro storico. 
Da mappe catastali, da fotografie del primo Novecento, nonché nelle illustrazioni del pittore Francesco Paolo Michetti, è possibile vedere l'antico aspetto della chiesa, a pianta rettangolare, dall'esterno rivestito in laterizio semplice, senza particolari decorazioni, e il campanile a torre con la cuspide elaborata.
La facciata era rivolta a ovest, come la parrocchia moderna, e il campanile era una torre di guardia della cinta muraria, che abbracciava la fascia sottostante del corso Italia, e si raccordava al torrione Argento di via Michetti, con la fascia che si concludeva a Porta Ripa.
Da una mappa pubblicata nel testo di Teodorico Marino, si nota come la chiesa avesse impianto rettangolare a una navata con cappelle laterali, e abside semicircolare. Le due cappelle laterali erano dedicate alla Madonna Addolorata e alla Confraternita del Sacramento. L'altare maggiore era in marmo policromo a tabernacolo, con tre cornici a stucco che accoglievano tre tele novecentesche della vita di San Franco, opera del Bencivenga e del De Majo.

### Distruzione bellica e ricostruzione del progetto di Ludovico Quaroni
Dopo la distruzione quasi totale di Francavilla durante la seconda guerra mondiale (salvo alcuni lacerti di antiche costruzioni), si decise nel 1946-47 di dotare Francavilla di una nuova grande chiesa. L'edificio fu progettato dall'architetto internazionale Ludovico Quaroni negli anni immediatamente precedenti il Concilio Vaticano II.
Il concorso per la chiesa di Francavilla fu bandito dall'Unione Cattolica Artisti Italiani (UCAI) nel 1948, già la nuova intitolazione a Santa Maria Maggiore era stata decisa dall'Arcidiocesi di Chieti, e vincitore della gara risultò Quaroni, rientrato in Italia dal 1946, dopo un periodo all'estero. La grandezza di questa chiesa consiste nel rappresentare due tradizioni, quella preconciliare e postconciliare; la chiesa fu eretta sopra i ruderi di San Franco, fu scelto uno slargo urbanisticamente dominante sopra l'antico perimetro murario di Francavilla, arra di porta San Franco, che venne abbattuto, essendo già danneggiato dalla guerra. 

## Architettura

### Esterni
Quaroni pensò la nuova chiesa ninserura nel contesto della nuova Francavilla  (fu allora approvato un piano regolatore della giunta Filippo Masci) con una felice intuizione, dovendo fare spazio al passaggio pedonale del sagrato, strinse la progettazione tutta intorno a sé stessa, organizzando uno schema di pianta centrale a forma irregolarmente ottagonale, sul cui perimetro aprì 4 cappelle dentro la navata, di cui un'abside di spalle l'altare, creò un collegamento che porta anche ai locali di servizi, prolungano altri due lati, sviluppò longitudinalmente la navata ad aula centrale.
Mancando lo spazio planimetrico e dovendo segnare nel paesaggio la presenza della chiesa dall'alto del territorio, lungo la strada Nazionale Adriatica, Quaroni lanciò un segno espressionistico nella verticalità monumentale dell'edificio, avvicinandolo al cielo, all'interno della navata creò una volta di copertura a padiglione, illuminata da 4 finestroni, posti simbolicamente in alto, secondo la tradizione paleocristiana, poi all'attacco tra le pareti verticali della navata e il soffitto, evocando nel contrasto di luci, un immaginario disegno di croce, che realizza un connubio con l'architettura e la luce. 
La volta mostra al centro un andamento  cruciforme in ricordo del martirio di Cristo. La chiesa infatti si riconosce nella skyline del paesaggio francavillese, specialmente per lo svettante campanile, si contestualizza attraverso la forma, i colori, i materiali, la pietra, il laterizio, il cemento armato per i pilastri.
Si sostiene su basamento di pietra, in realtà è un deambulatorio che corre lungo il perimetro interno, senza interruzione, tra le cappelle-altari. Il campanile è in cemento armato, con una lunga fascia verticale in mattoni rossi, e decorazione ad orologi di metallo, la cella campanaria ospita tre bronzi, disposti in ordine crescente dall'alto verso il basso. In origine il campanile doveva essere più grande, quello attuale doveva costituire solo uno dei 4 pilastri angolari.

Per la decorazione in maioliche e ferro ha collaborato il fratello di Ludovico, Giorgio Quaroni, per l'altare e il cero pasquale, il tabernacolo, la statua di San Franco, il pulpito, i seggi e all'esterno la fontana monumentale poligonale, collaborò lo scultore pescarese Pietro Cascella, che col fratello Andrea realizzò il fregio in terracotta, presso la facciata della Madonna in trono, nonché la decorazione delle finestre istoriate. Cascella realizzò anche il leggio con l'aquila di San Giovanni, l'altare postconciliare con i simboli cristiani dell'uva e i colombi, la Crocifissione e la Pietà al di sopra dell'altare centrale, il cero pasquale, e il tabernacolo del Santissimo Sacramento. 
La chiesa è stata restaurata alle soglie del 2000, il campanile è stato invece trascurato, fino ai nuovi lavori di ristrutturazione succedutisi dal 2019 al 2021.

### Interni
Ha interno a navata unica a forma ottagonale irregolare, con un deambulatorio che corre lungo il perimetro, scandito da portico ad arcate stilizzate. La Cappella laterale destra accoglie statue di santi. Ha una Via Crucis del Cascella e le statue del Cristo risorto, San Nicola, Madonna Immacolata, San Sebastiano, Madonna Assunta tra gli Angeli ispirata alla famosa tela del Tiziano a Venezia, Padre Pio.

L'altare Maggiore è rialzato con tabernacolo di Cascella, ha una croce astice argentata. In alto alla parete vi è una simbologia del Martirio di Cristo, in pietre poligonali intersecano, opera del Cascella. Lateralmente l'altare maggiore, vi sono due cappelle. Cappella laterale dedicata al San Franco col busto processiobale in argento. Cappella laterale sinistra del Santissimo Sacramento, con il tabernacolo e una vetrata istoriata.

## L'ostensorio di Nicola da Guardiagrele

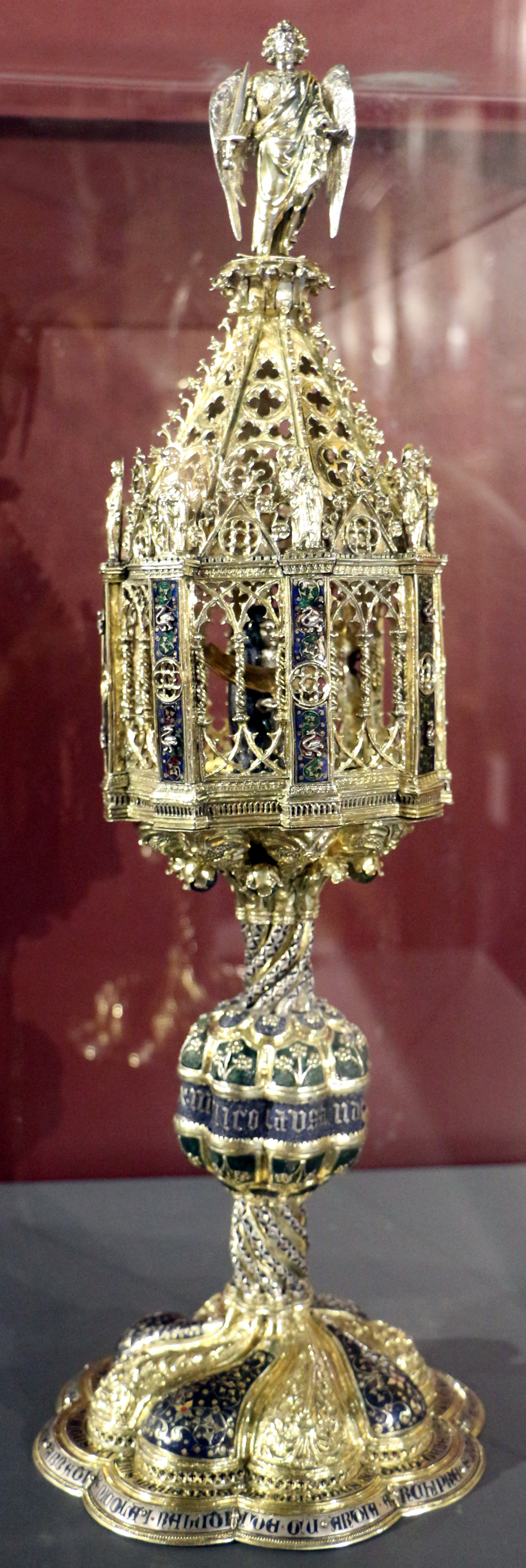
Ostensorio di Nicola da Guardiagrele

L'unica opera antica che si conserva nella chiesa è l'ostensorio fatto realizzare nel 1413 a Nicola Gallucci di Guardiagrele, famoso orafo abruzzese di tradizione sulmontina. Sul nodo al centro, vi si legge l'iscrizione in minuscola gotica "Nicolaus Andree de Guardia me fecit A.D. MCCCCXIII", sul profilo della cornice del piede, si trova un'altra iscrizione, che fa riferimento a un tal Nano Zampioni, forse presbitero o signore di Francavilla, che fa dono dell'ostensorio a Santa Maria Maggiore.
L'ostensorio è in argento dorato, lavorato a sbalzo, cesellato e bulinato, con smalti traslucidi policromi e champlevés, alto 54 cm è retto da un piedistallo a base ottagonale lobato, finemente decorato a morivi alterni: quattro lobi recano motivi floreali a sbalzo, e quattro hanno i fiori in argento su sfondo a smalto blu. Dal piedistallo si innalza la colonnina tortile con decorazioni a stelle a smalto blu, al centro un nodo a 8 spicchi finemente lavorato, su cui spicca la fascia centrale con l'iscrizione e la firma dell'autore. Le due calotte che compongono il nodo sono simmetricamente decorate con motivi floreali e smalti: alle estremità un fiore d'argento su smalto blu tra archetti a tutto sesto; in mezzo 3 fiori a 5 petali su sfondo smalto verde. Sotto il tempietto il fusto si smembra a corolla con 8 petali, arricchita da sfere argentee smaltate blu e verdi incastonate
L'edicola è costituita da 8 paraste smaltate con decori a rilievo, collegati da finestrelle a bifora, delimitate da colonnine tortili, terminanti a cuspidi, recanti piccoli rosoni; sulla paraste si ergono le figure di 8 apostoli, riconoscibili dagli attributi iconografici, quali custodi del tempietto. All'interno della teca si trova la Madonna genuflessa con un manto smaltato azzurro e finiture verdi, che regge la lunetta in argento dorato, dove si trova l'Eucaristia. Il tabernacolo ottagonale è chiuso da una cuspide piramidale ottagonale, terminante con la statua dell'Arcangelo San Michele nelle vesti di guerriero.

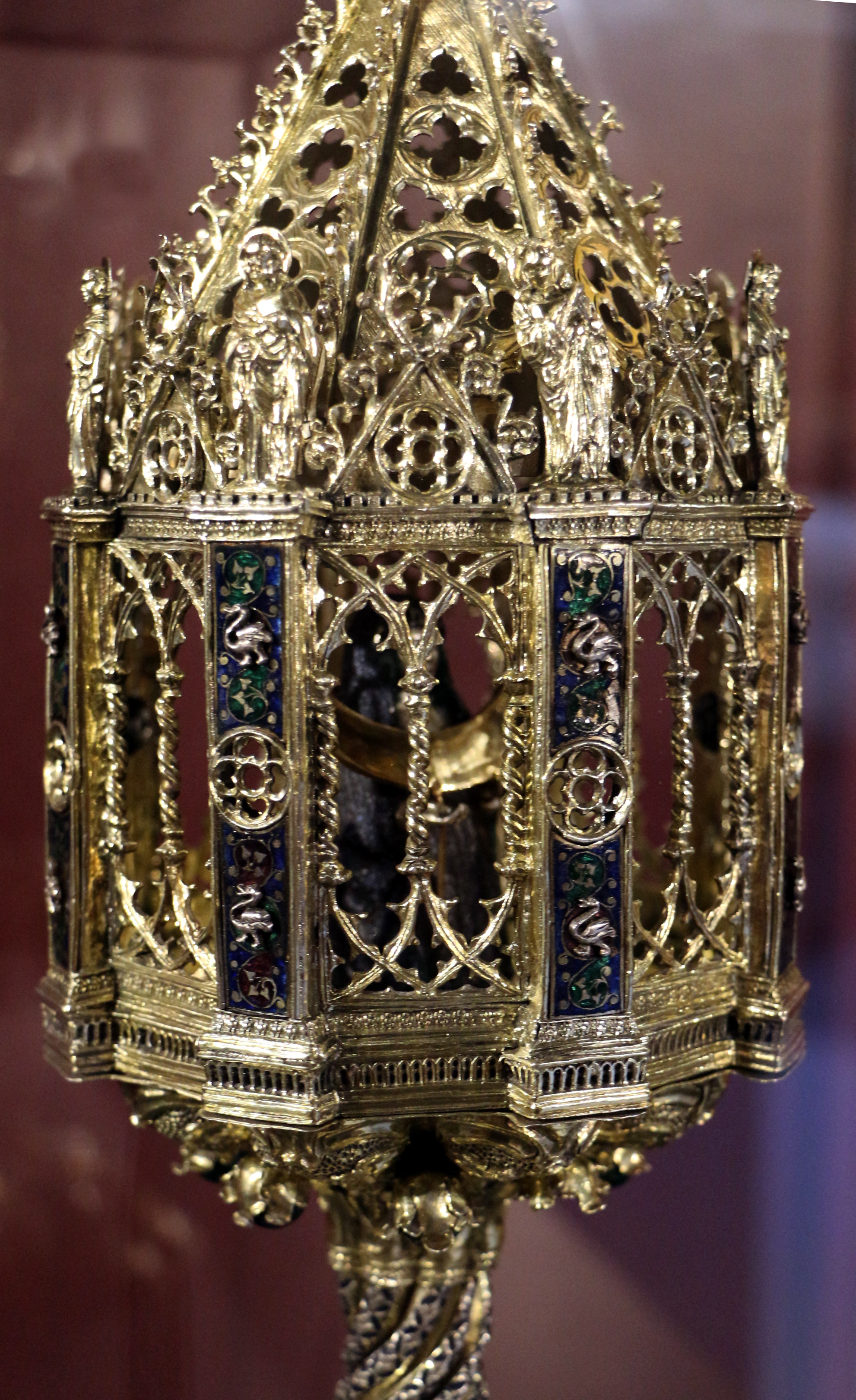
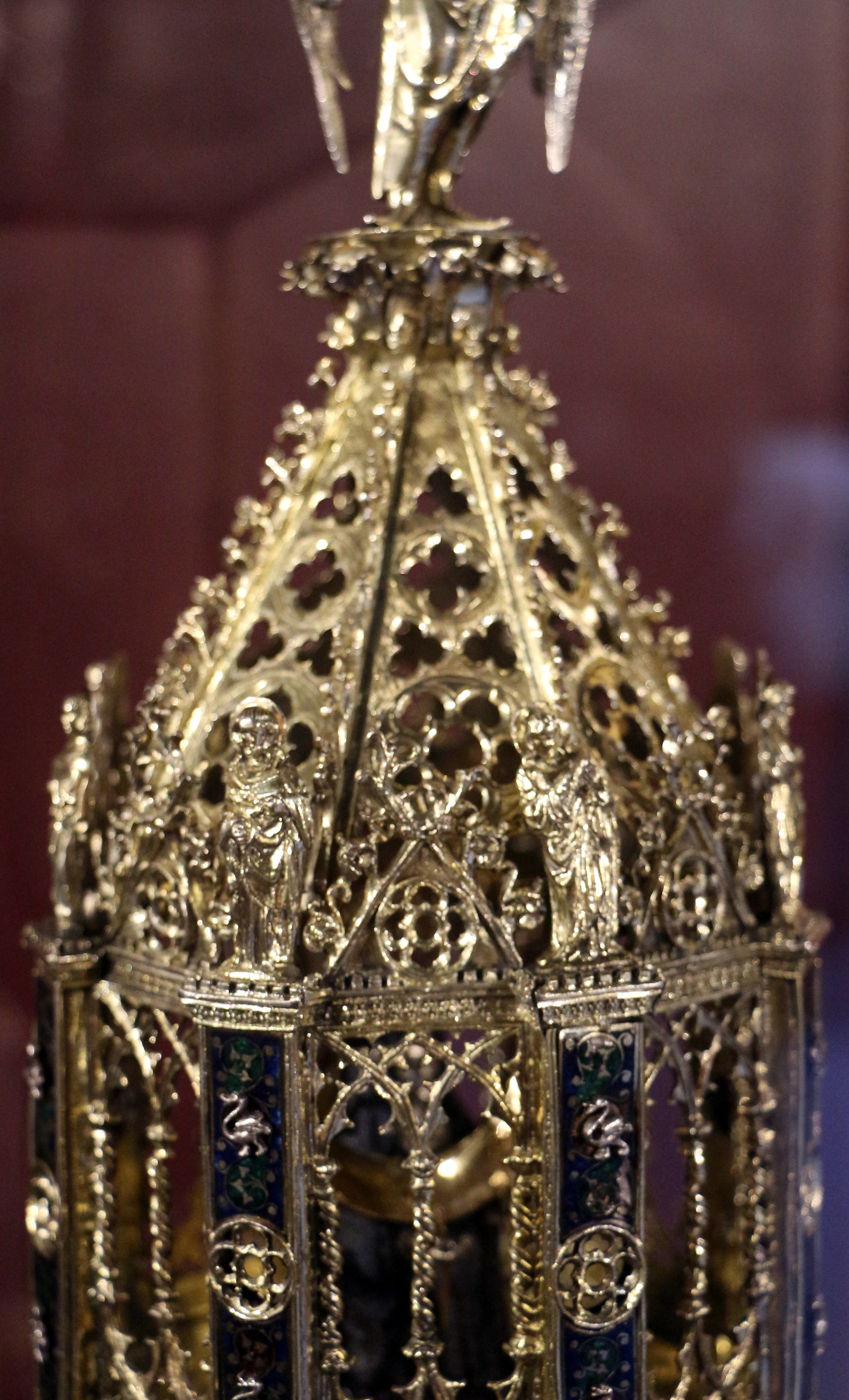
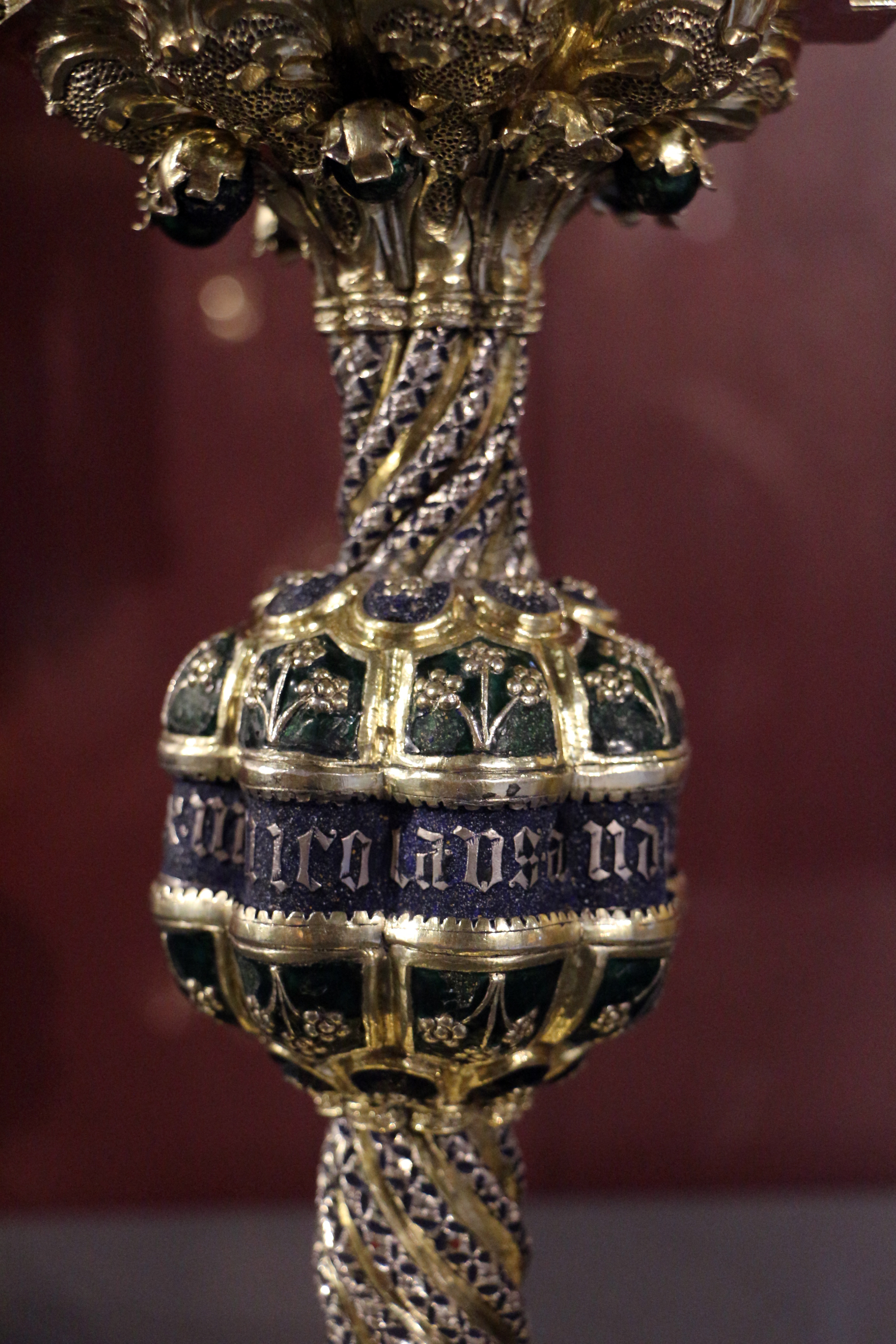
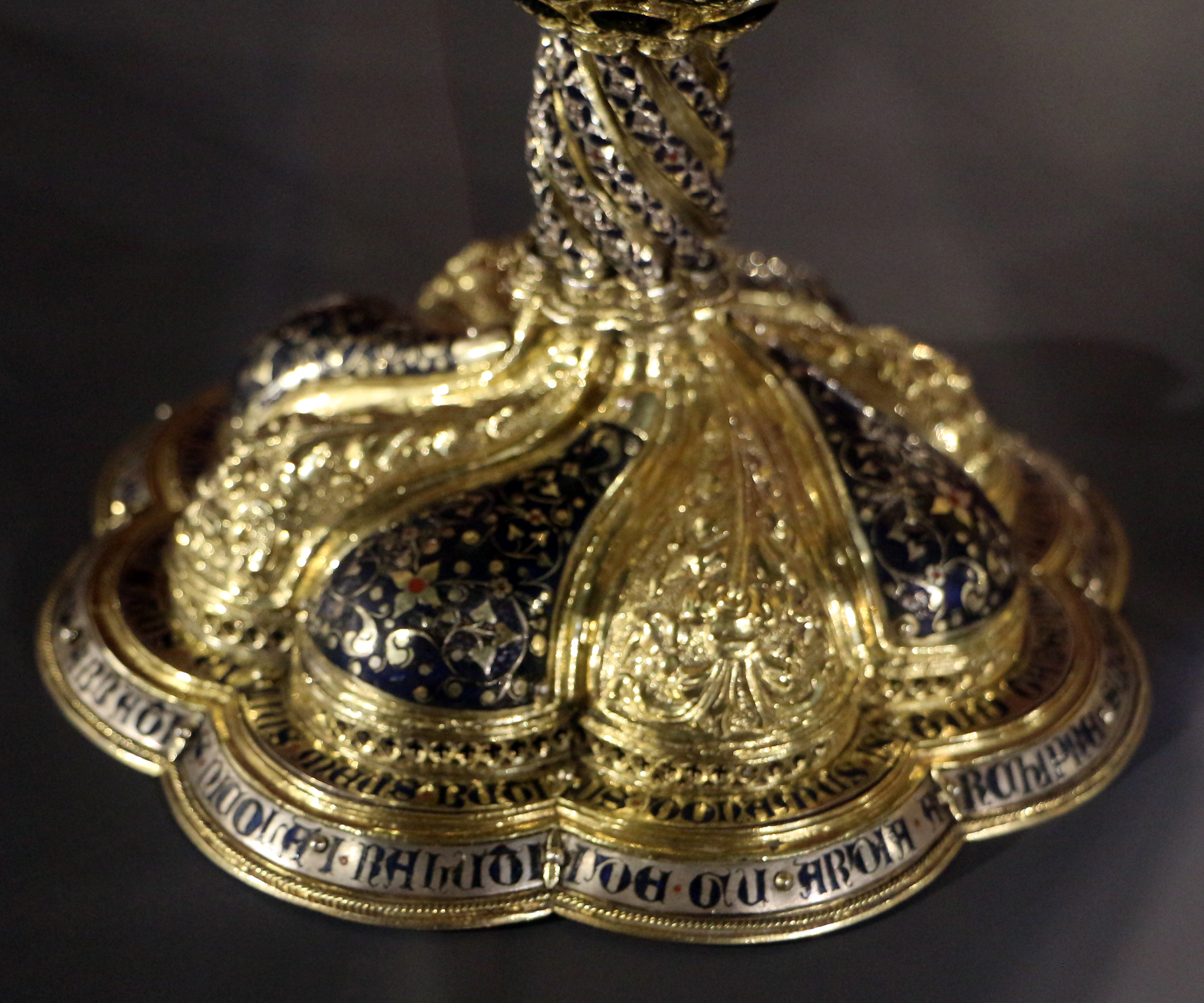
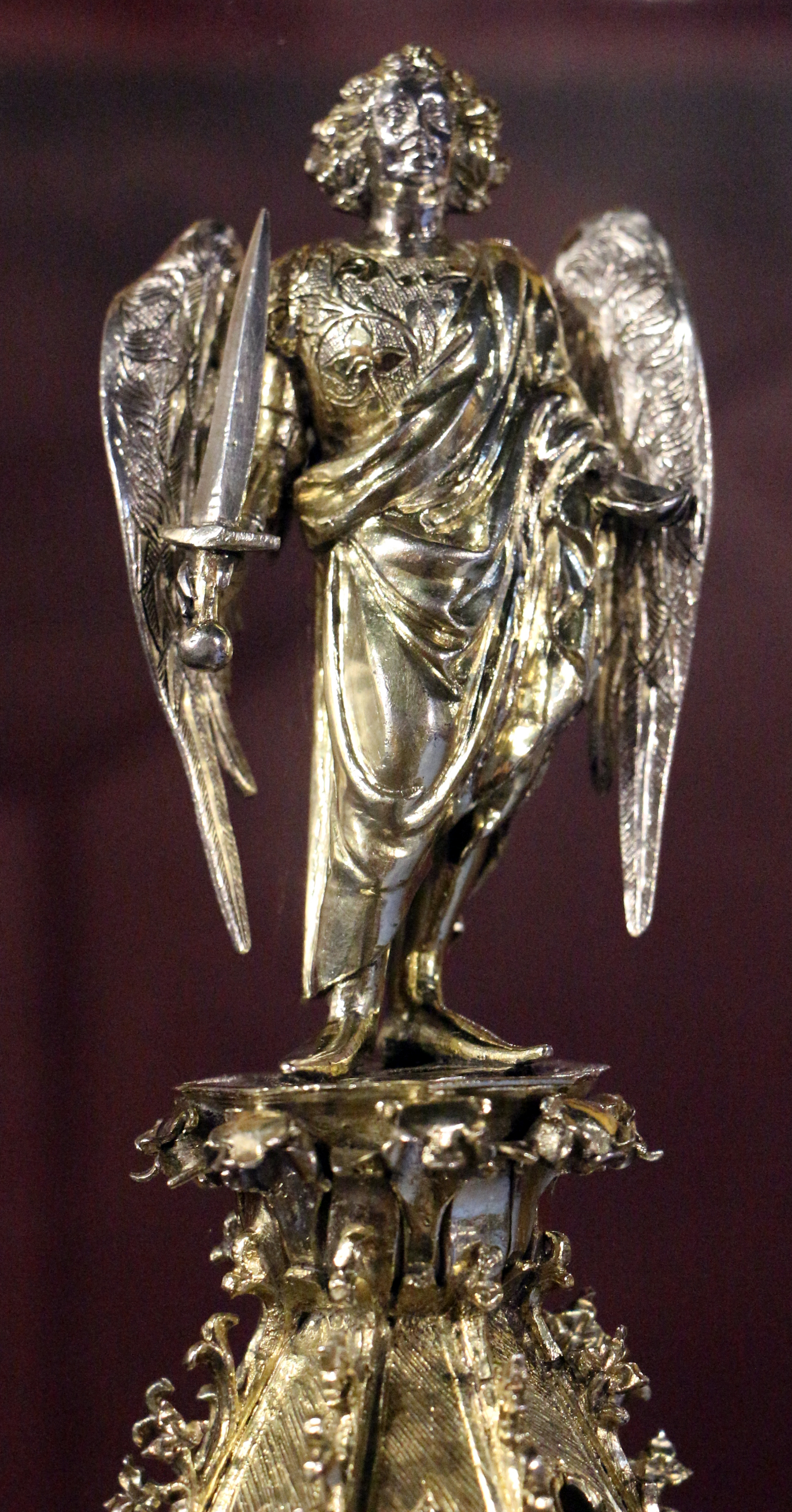